# Lukač (żupania virowiticko-podrawska)
Lukač – wieś w Chorwacji, w żupanii virowiticko-podrawskiej, siedziba gminy Lukač. W 2011 roku liczyła 443 mieszkańców.